# Tweelingen (sterrenbeeld)

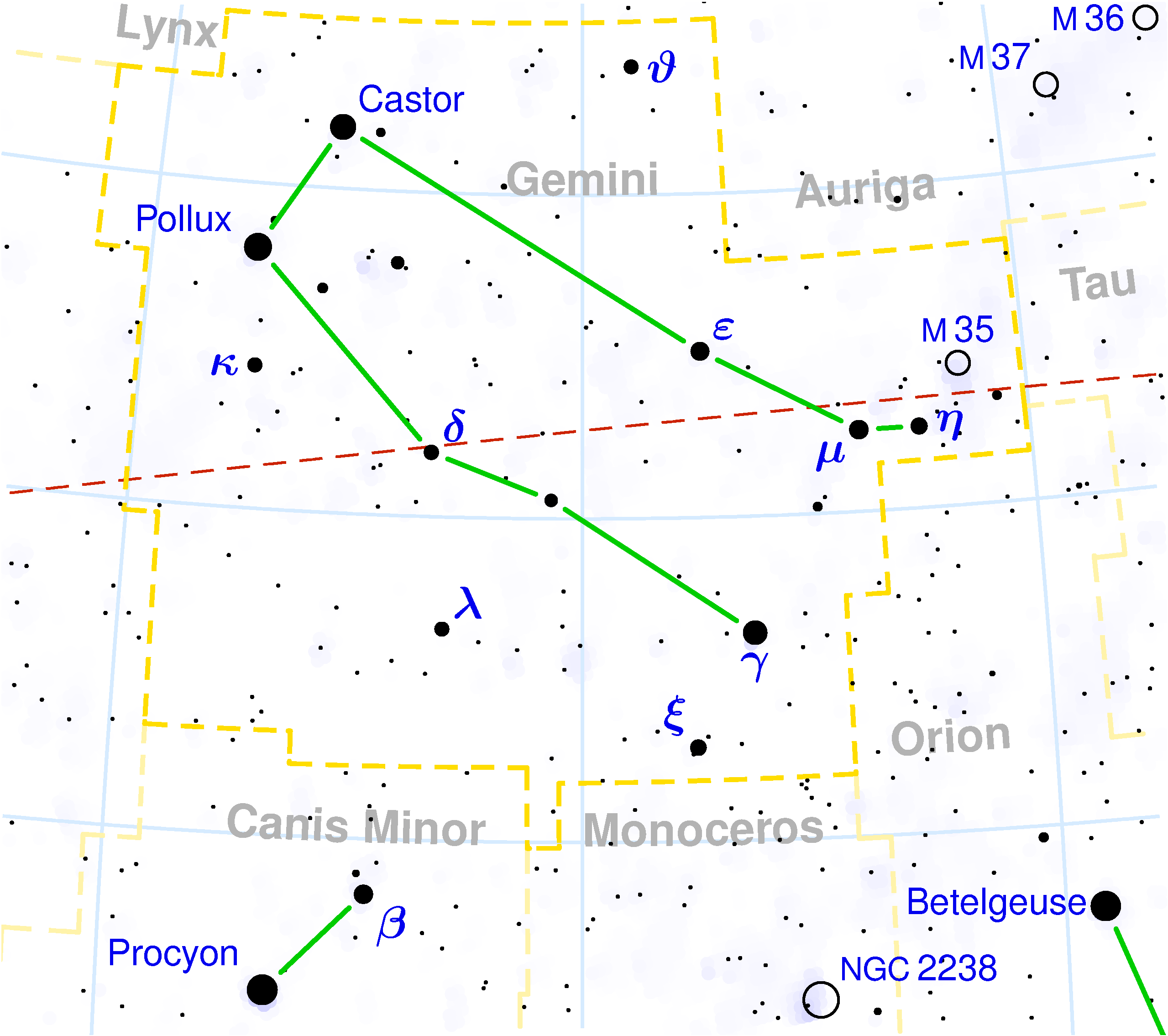
Kaart van het sterrenbeeld Tweelingen

Tweelingen (Gemini, afkorting Gem) is een sterrenbeeld aan de noordelijke hemel. Het ligt tussen rechte klimming 5u57m en 8u06m en tussen declinatie +10° en +35°. De ecliptica loopt door dit sterrenbeeld, dat daarmee deel uitmaakt van de dierenriem. Van 15 v.Chr tot en met 1989 n.Chr. stond de Zon tijdens de zomerzonnewende op het noordelijk halfrond in dit sterrenbeeld. Tegenwoordig doorloopt de Zon dit sterrenbeeld elk jaar tussen 21 juni en 20 juli.
Het sterrenbeeld is genoemd naar de onsterfelijke tweeling Castor en Pollux, kinderen van Zeus en Leda.

## Wanneer het best te zien?
Op het noordelijk halfrond is Tweelingen te observeren tussen december en maart. De beste tijd om deze sterrengroep te zien is half februari om 9 uur 's avonds.

## Wat is er verder te zien?
- De planetaire nevel NGC 2392, die bekend staat als de Eskimonevel, Clownsgezichtnevel of W.C. Fieldsnevel.
- De open sterrenhoop Messier 35.
- De planetaire nevel NGC 2371, voorafgaand aan Castor en Pollux.
- De planetaire nevel Jonckheere 900 (J 900 / PK 194+2.1).
- De planetaire nevel Abell 21 (PK 205+14.1), bekend als de Medusanevel.

## Sterren
(in volgorde van afnemende helderheid)
- Pollux (β, beta Geminorum)
- Alhena (γ, gamma Geminorum)
- Castor (α, alpha Geminorum)
- Tejat Posterior (μ, mu Geminorum)
- Mebsuta (ε, epsilon Geminorum)
- Propus (η & ι, eta & iota Geminorum)
- Alzirr (ξ, xi Geminorum)
- Wasat (δ, delta Geminorum)
- Mekbuda (ζ, zeta Geminorum)

## Aangrenzende sterrenbeelden
(met de wijzers van de klok mee)
- Voerman (Auriga)
- Stier (Taurus)
- Orion
- Eenhoorn (Monoceros)
- Kleine Hond (Canis Minor)
- Kreeft (Cancer)
- Lynx

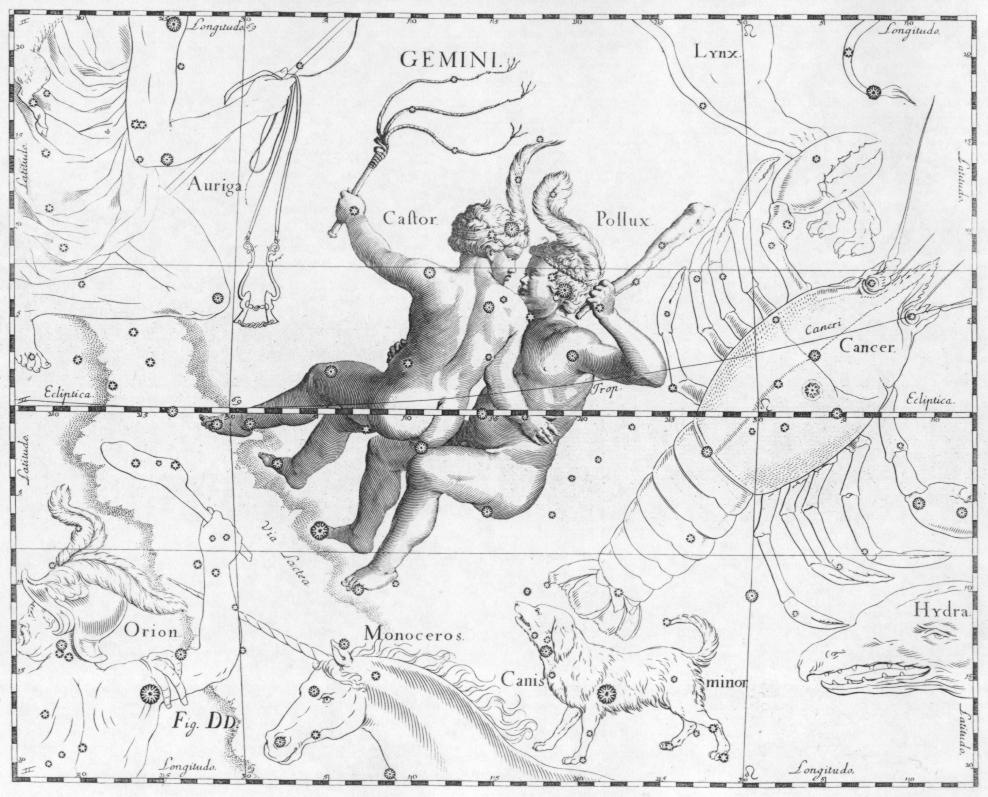
Het sterrenbeeld Tweelingen op een kaart van Johannes Hevelius, 1690